# Canal da Mancha
O Canal da Mancha, historicamente conhecido como Mar Britânico, é um braço de mar que faz parte do Oceano Atlântico e que separa a ilha da Grã-Bretanha do norte da França e une o mar do Norte ao Atlântico.
O nome Mancha é derivado de 'Manche', em francês, que foi traduzido erroneamente para 'Mancha' por portugueses e espanhóis. Em francês 'Manche' não quer dizer "mancha", mas "manga" (parte de uma roupa que cobre o braço), em português e espanhol. Em francês é chamado Manche (manga), em alemão Der Ärmelkanal (Canal da Manga) e em inglês English Channel ("Canal Inglês"). Ao contrário a de outras hidrovias conhecidas como "canal" (por exemplo, o Canal de Suez ou o Canal do Panamá), o Canal da Mancha não é de origem artificial.
O Canal tem aproximadamente 563 km de comprimento e sua parte mais larga é de 240 km. Seu ponto mais estreito (o estreito de Dover) tem apenas 33 km, de Dover até o cabo Gris Nez. Neste ponto mais estreito do Canal, é comum aventureiros de diversas nacionalidades tentarem fazer a travessia do Canal a nado, inclusive com algumas tentativas resultando em morte, como foi o caso da brasileira Renata Agondi. A profundidade do Canal da Mancha varia de 120 m no setor ocidental até 45 m no setor oriental.
A circulação marítima no Canal da Mancha é uma das mais intensas do mundo, com mais de 250 navios por dia. A essa circulação intensa há que somar a dos ferries que ligam a França à Grã-Bretanha por via marítima. Atualmente, o Eurotúnel constitui uma excelente e rápida alternativa de viagem.
Devido à utilização das mais avançadas técnicas de engenharia é praticamente impossível a presença de acidentes.
As Ilhas do Canal ou Channel Islands localizam-se no interior do canal da Mancha, próximas ao lado francês. A ilha de Ouessant ou a ponta de Corsen constituem os pontos de referência da extremidade ocidental do Canal. Outras ilhas no Canal da Mancha incluem a Ilha de Wight próxima ao lado britânico, e o famoso monte Saint-Michel.
O departamento francês da Mancha, que incorpora a península do Cotentin, que avança em direção ao Canal, tem esse nome devido à região marítima circunvizinha.  